# Dance Mania
Dance Mania est un label discographique américain de house music, basé à Chicago, dans l'Illinois. Il est fondé en 1985 par Jesse Saunders (1985–2001), reconnu par les amateurs du genre comme l'un des premiers labels entièrement consacrés à la house, en sortant des morceaux d'artistes comme Paul Johnson, Lil' Louis ou Jesse Saunders lui-même.
À l'origine arrêté en 1999, le label reprend ses activités en 2013.

## Histoire
La plupart des artistes produits sur ce label sont américains, originaires de Chicago pour la plupart et de Détroit. Au milieu des années 1990, le label produit un grand nombre d'artistes apparentés aux genres ghetto house et ghettotech tels DJ Funk ou DJ Deeon, mais aussi des artistes de techno pure et dure comme Robert Armani ou DJ Rush. Le titre Rock That Body de DJ Funk publié en 1994 est un grand succès ; il est notamment joué par Jeff Mills sur son mix le plus connu, Liquid Room, à Tokyo en 1996.
Le label fondé à l'origine par Jesse Saunders pour une sortie unique de What's That par The Browns en 1985. Le nom du label est choisi par Ray Barney un an plus tard, avec la permission de Duane Buford qui avait écrit le disque. Le label sort près de 300 disques jusqu'à sa fermeture en 1999. Le label est relancé en 2013, à la suite d'une demande de DJ pour ses disques des années 1990.
Le label est considéré comme extrêmement influent dans l'histoire de la Chicago house, et est décrit comme le « Motown de la ghetto house ».